# Eustrotia megaplaga
Eustrotia megaplaga är en fjärilsart som beskrevs av Dyar 1912. Eustrotia megaplaga ingår i släktet Eustrotia och familjen nattflyn. Inga underarter finns listade i Catalogue of Life.